# Shaven Paul
Shaven Sean Paul (ur. 11 marca 1991) – jamajski piłkarz występujący na pozycji bramkarza, obecnie zawodnik Portmore United.

## Kariera klubowa
Paul rozpoczynał karierę piłkarską w drugoligowym zespole Highgate United FC. Stamtąd przeniósł się do występującego w najwyższej klasie rozgrywkowej Portmore United FC. W sezonie 2011/2012 zdobył z nim tytuł mistrza Jamajki, lecz pozostawał głównie rezerwowym dla Gariece'a McPhersona, rozgrywając trzynaście ligowych spotkań. W sezonie 2013/2014 spadł natomiast z Portmore do drugiej ligi, a sam niedługo potem zasilił szeregi pierwszoligowego beniaminka – Barbican FC. W sierpniu 2015 powrócił jednak do Portmore, który w międzyczasie z powrotem awansował do pierwszej ligi. Tym razem szybko został podstawowym bramkarzem drużyny i wyróżniającym się golkiperem ligi jamajskiej. W sezonie 2015/2016 zdobył ze swoją drużyną wicemistrzostwo Jamajki, a w sezonie 2016/2017 powtórzył ten sukces.

## Kariera reprezentacyjna
Pierwsze powołanie do seniorskiej reprezentacji Jamajki Paul otrzymał w marcu 2016 od selekcjonera Winfrieda Schäfera, na spotkania z Kostaryką (1:1 i 0:3) i ramach eliminacji do Mistrzostw Świata w Rosji, nie pojawił się jednak wówczas na boisku. Dwa miesiące później znalazł się we wstępnym składzie na turniej Copa América Centenario, lecz nie został powołany do ostatecznej kadry. W drużynie narodowej zadebiutował dopiero za kadencji selekcjonera Theodore'a Whitemore'a, 24 sierpnia 2017 w wygranym 2:1 meczu towarzyskim z Trynidadem i Tobago.